# Johan Petter Åhlén
Johan Petter Åhlén, nato Andersson (Ål, 13 aprile 1879 – 31 marzo 1939), è stato un giocatore di curling svedese.

## Biografia
Partecipò all'età di 44 anni ai I Giochi olimpici invernali edizione disputata a Chamonix (Francia) nel 1924, riuscendo a vincere una medaglia d'argento nella Svezia I con i connazionali Ture Ödlund, Victor Wetterström e Carl August Kronlund.
Nell'edizione l'oro andò ai britannici e il bronzo alla Francia.